# Sân vận động Bergeyre
Sân vận động Bergeyre (tiếng Pháp: Stade Bergeyre) là một sân vận động thể thao nằm ở phía đông bắc của Paris, Pháp. Sân nằm ở Quận 19 của thủ đô nước Pháp. Sân được xây dựng vào tháng 8 năm 1918, với sự hỗ trợ tài chính của Jacques Sigrand. Sân vận động có sức chứa khoảng 15.000 người. Sân được đặt tên theo một cầu thủ bóng bầu dục người Pháp, người đã qua đời trong Chiến tranh thế giới thứ nhất.
Sân vận động Bergeyre được sử dụng chủ yếu cho các trận đấu bóng đá. Đây là sân nhà của câu lạc bộ Olympique de Paris. Ngoài ra, các trận đấu bóng bầu dục, các giải đấu điền kinh và nhiều sự kiện khác (ví dụ như xiếc) cũng được tổ chức tại đây. Năm 1924, một số trận đấu môn bóng đá và môn bóng bầu dục của Thế vận hội Mùa hè 1924 đã diễn ra tại đây. Tuy nhiên, do Paris cần đất để xây dựng nhà ở vì thành phố đang phát triển nhanh chóng, sân đã bị phá hủy vào năm 1926 để xây dựng nhà ở.